# Odeon des Agrippa
Koordinaten: 37° 58′ 30,5″ N, 23° 43′ 23,4″ O

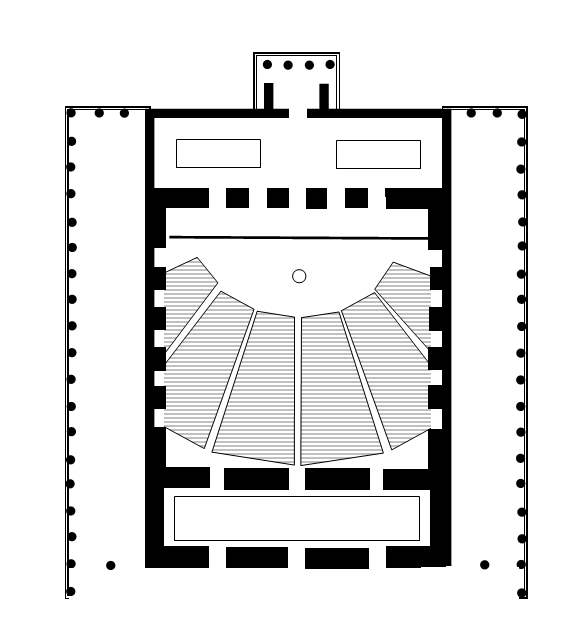
Grundriss des ursprünglichen Odeons von Agrippa

Das Odeon des Agrippa war ein großes Odeon in der Mitte der antiken Agora von Athen. Es wurde um 15 v. Chr. erbaut und beanspruchte den zuvor freien Platz im Zentrum der Agora. Es war ein Geschenk von Marcus Vipsanius Agrippa, einem römischen Staatsmann und Feldherrn, an die Athener Bevölkerung.

## Geschichte
Das zweistöckige Auditorium bot Platz für etwa 1.000 Zuschauer und war mit einer erhöhten Bühne und einem mit Marmor gepflasterten Orchester ausgestattet. An drei Seiten war er von einem unterirdischen Kryptoportikus mit darüber liegenden Stoa umgeben. Das Gebäude war von außen mit korinthischen Pilastern verziert. Der Haupteingang für die Zuschauer befand sich ursprünglich an der Südseite des Gebäudes, mit Zugang von der Terrasse der Mittleren Stoa. Die Nordfassade hatte nur einen kleinen Portikus, der den Zugang zur Bühne ermöglichte.
Aufgrund der Spannweite des Auditoriums von 25 Metern stürzte das Dach im Jahr 150 n. Chr. ein. Das Odeon wurde als kleinerer Vortragssaal mit nur 500 Plätzen wieder aufgebaut, und an der Nordseite wurde eine aufwändigere Fassade angebracht. Die massiven Säulen wurden in Form von "Riesen" (Schlangenschwänzen) und "Tritonen" (Fischschwänzen) gestaltet.
Das Odeon wurde schließlich 267 n. Chr. von den Herulern zerstört. Im frühen 5. Jahrhundert n. Chr. wurde an dieser Stelle ein weitläufiger Palast errichtet, wobei die Säulen der Nordfassade als monumentaler Eingang genutzt wurden.

## Galerie

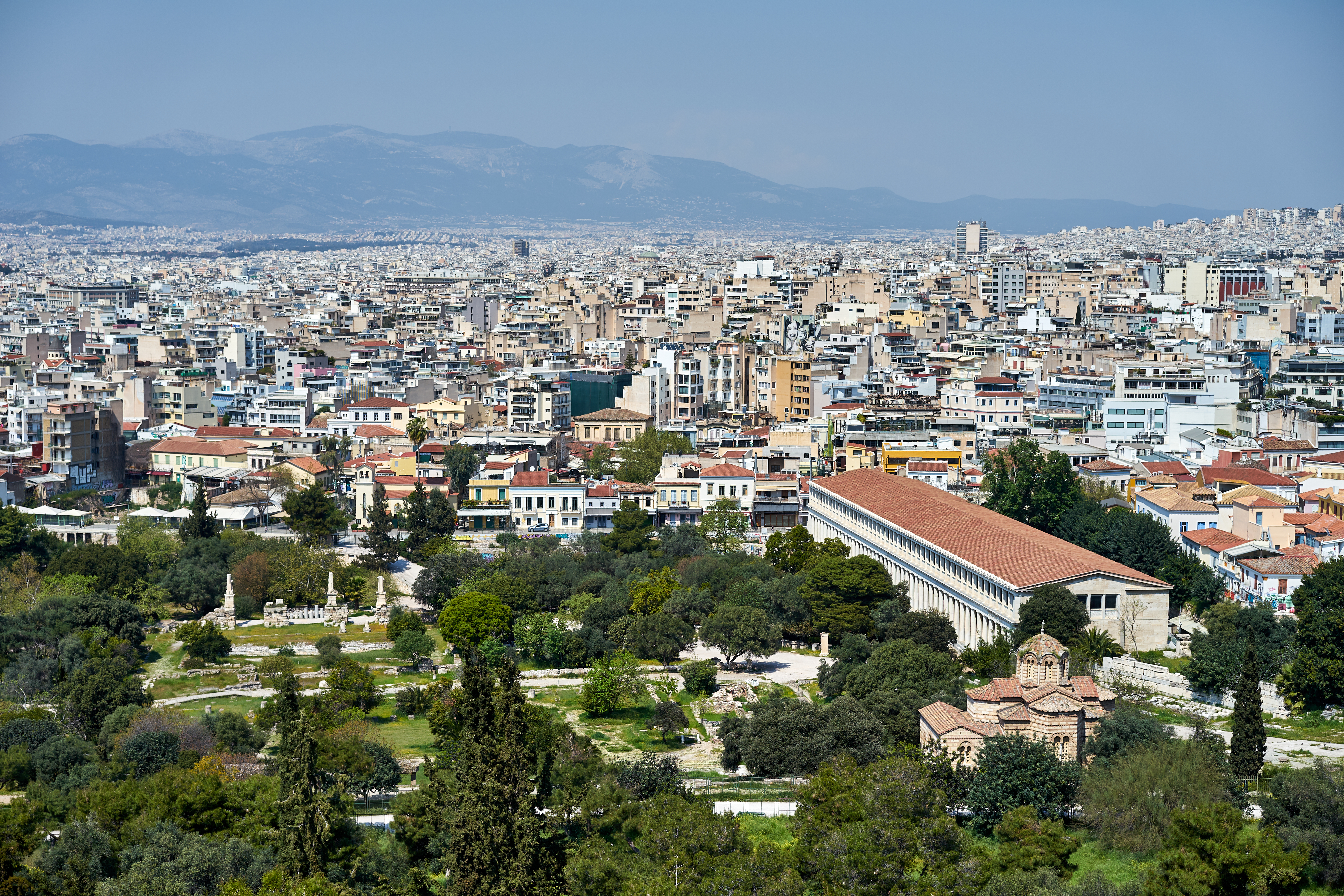
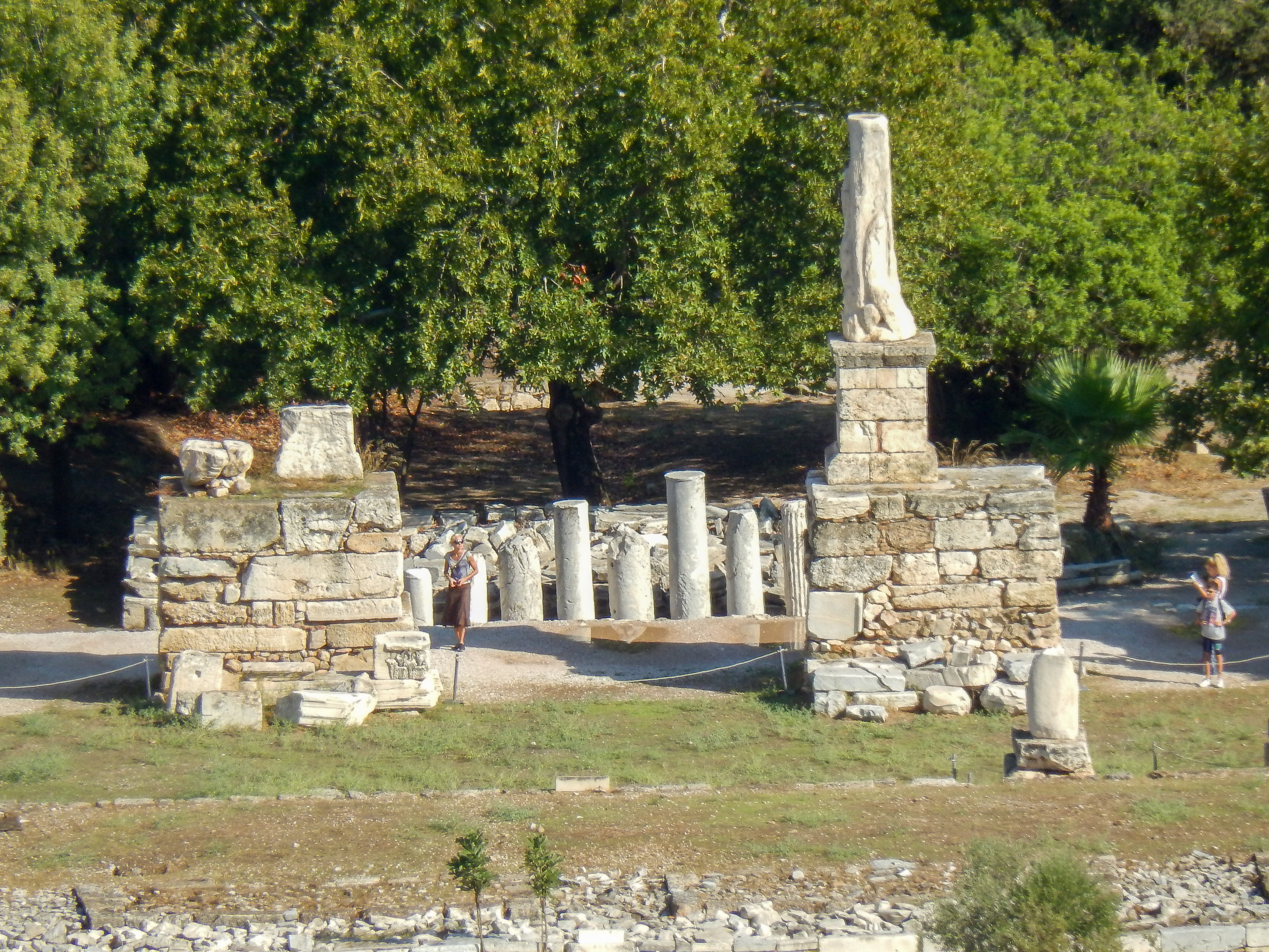
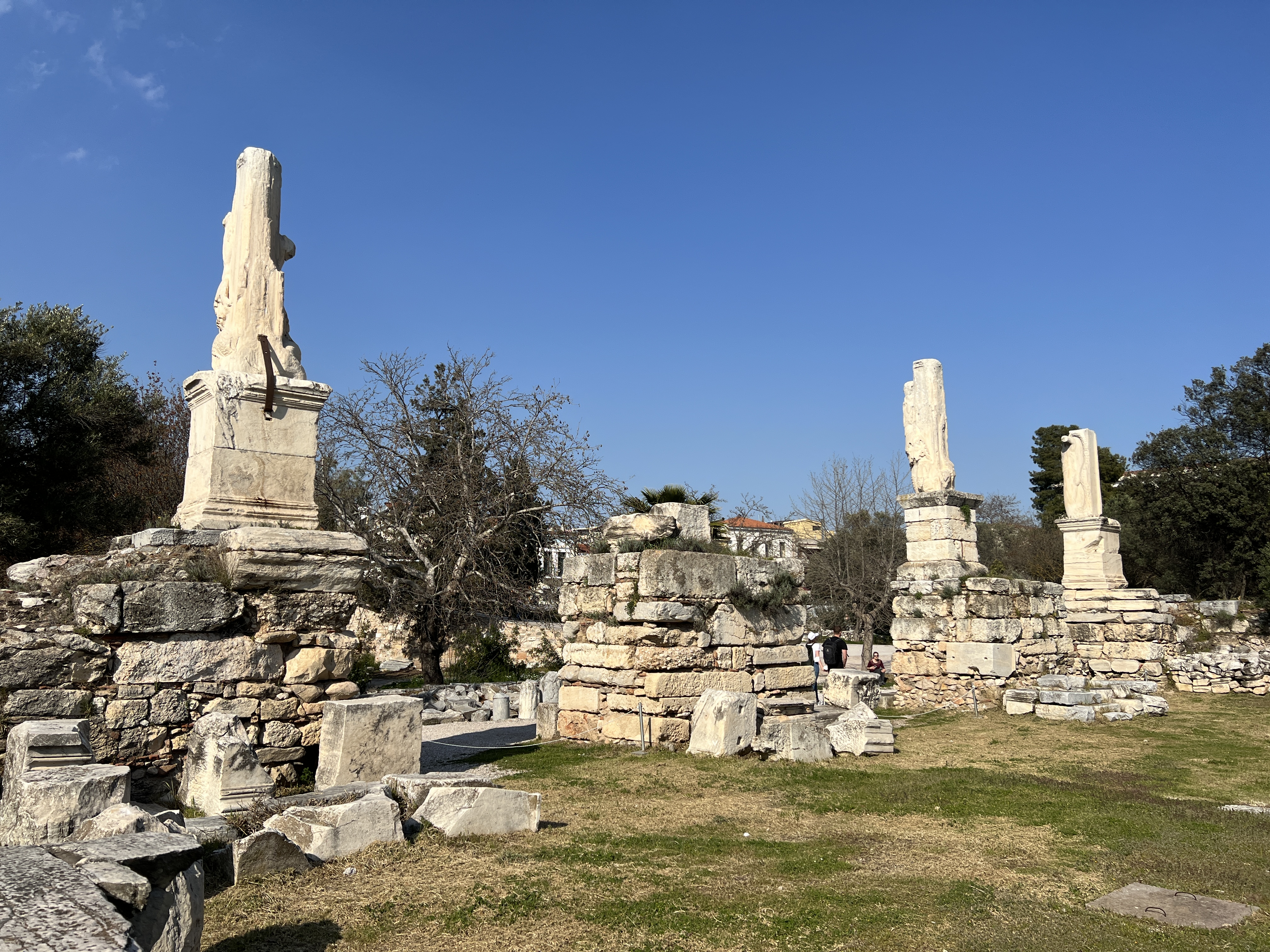
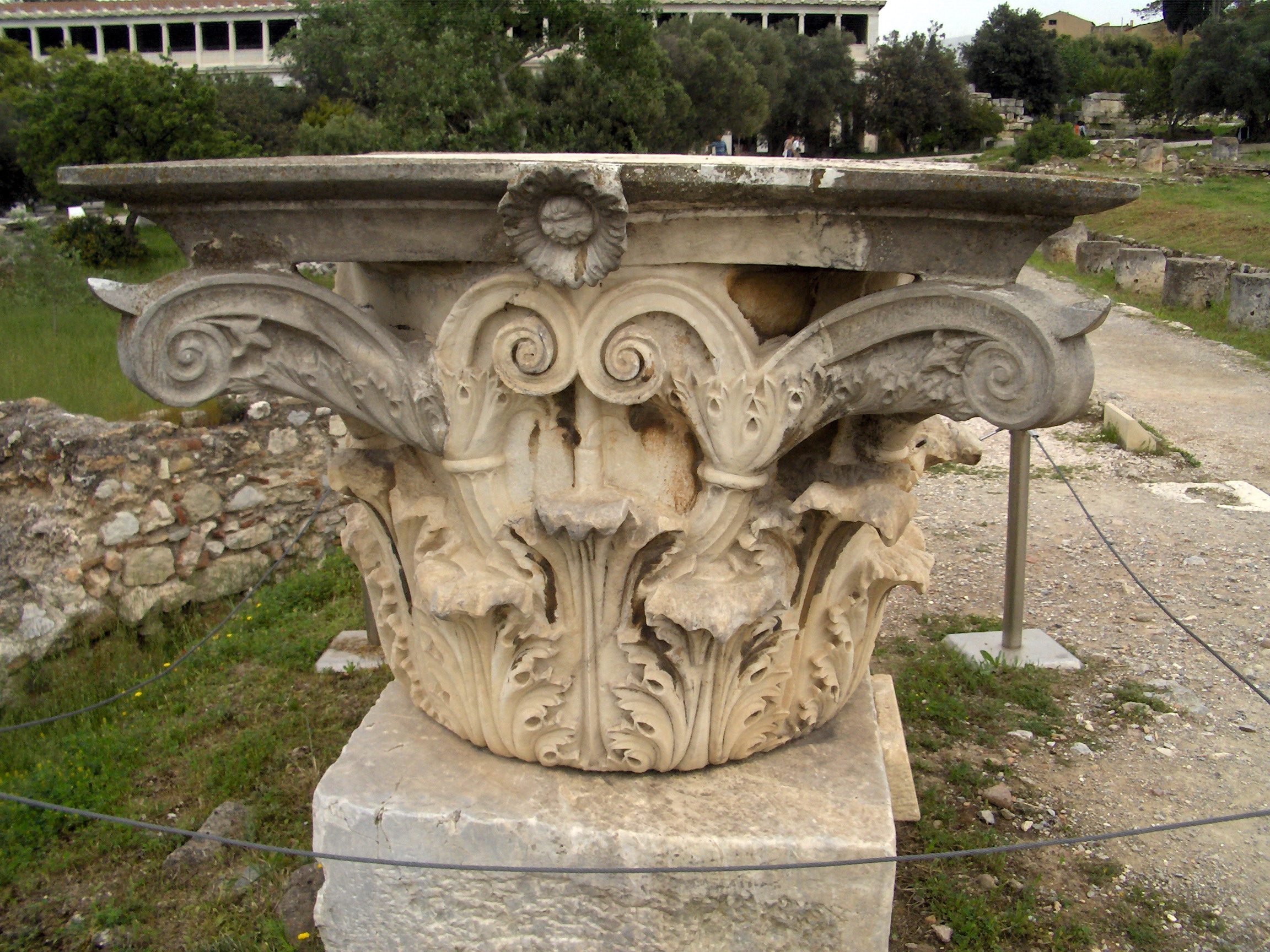
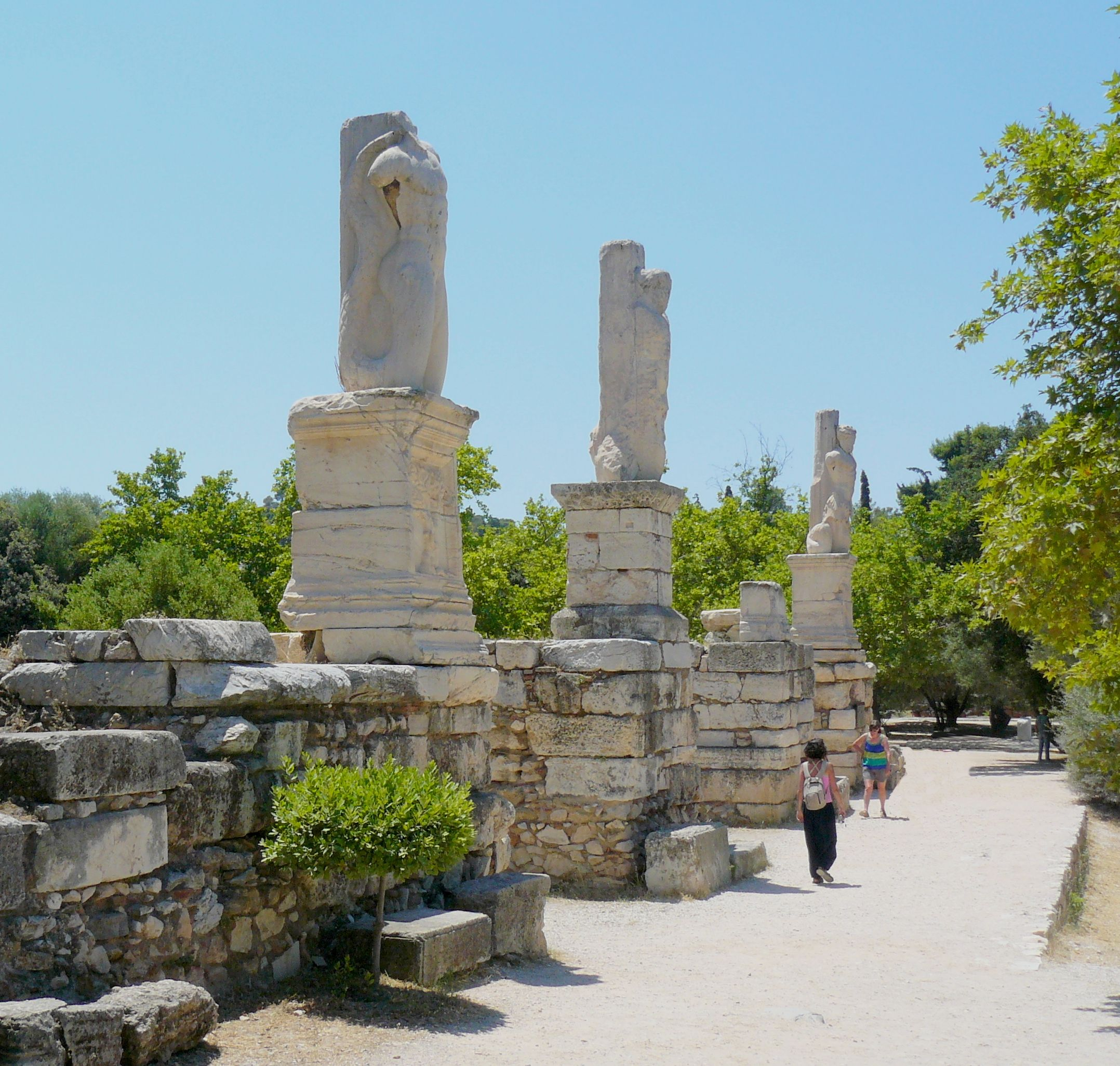
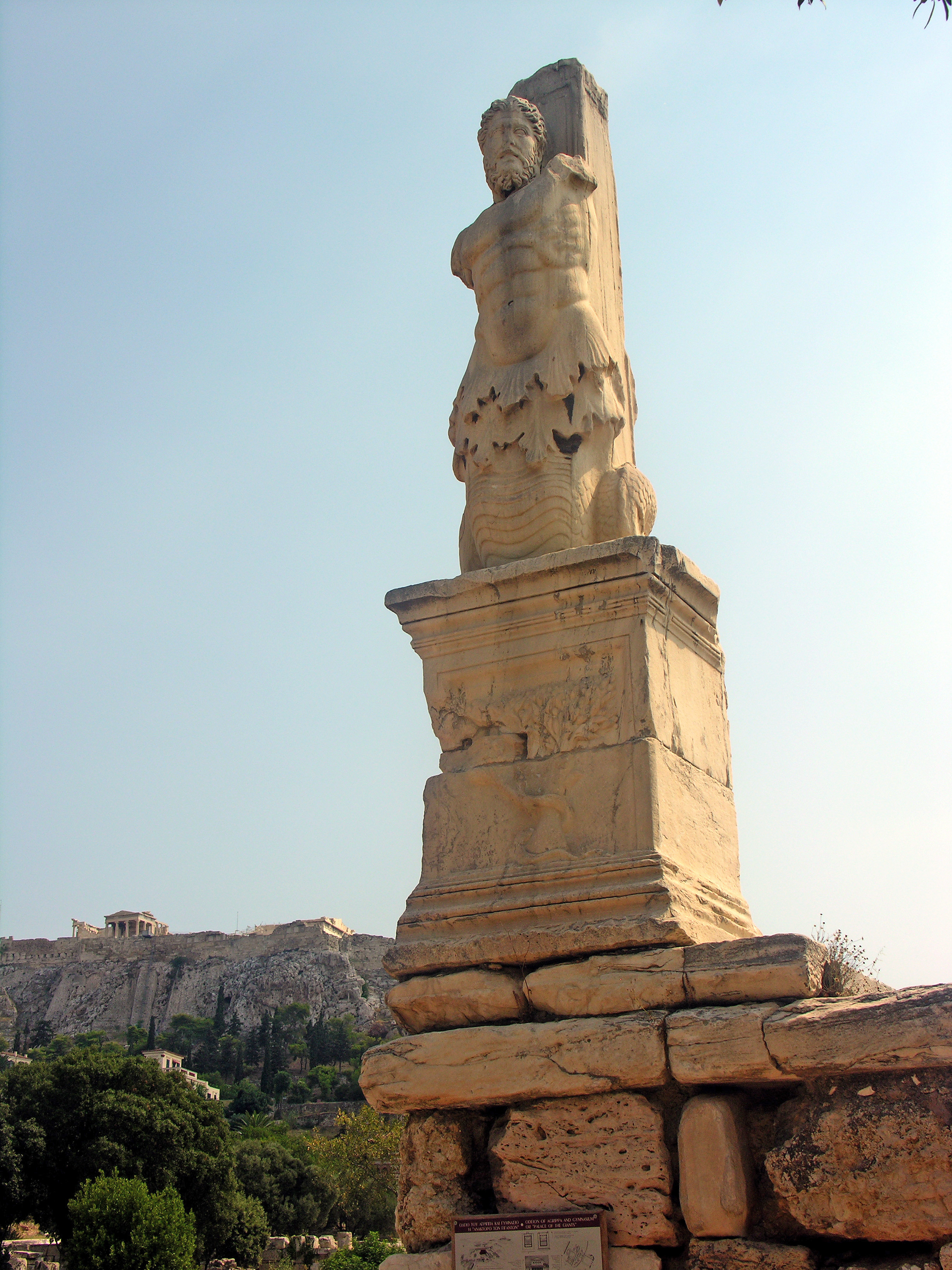

## Referenzen
- Camp II, John McK. (2003) The Athenian Agora: A Short Guide to the Excavations. The American School of Classical Studies at Athens, ISBN 0-87661-643-0.